# Young adult
Young adult, także Young adult fiction, YA – kategoria tworów kultury dla młodzieży (głównie literatura młodzieżowa, ale także filmy) kierowanych do nastoletnich czytelników w wieku 12–18 lat.
Tematyka dzieł young adult zwykle nawiązuje do wieku i doświadczeń, jakie ma za sobą główny bohater. Literatura YA obejmuje większość odmian gatunkowych powieści dla dorosłych: romanse, fantastyka, obyczajowe, kryminały. Główne wątki poruszone w książkach YA to: przyjaźń, pierwsza miłość, zauroczenia, związki, dorastanie i poszukiwanie własnej tożsamości.
Powieści tego typu powstały, aby ułatwić młodym czytelnikom zmianę, jaką jest rozpoczęcie czytania literatury dla dorosłych.
Chociaż grupą docelową tych dzieł są młode osoby, ponad połowa czytelników książek tego typu to osoby dorosłe. W 2012 roku jedna z firm marketingowych odkryła, że nieco ponad połowa wszystkich amerykańskich czytelników YA ma więcej niż 22 lata. Mniej niż jedna trzecia czytelników YA była w wieku od 30 do 44 lat.

## Rynek książek YA
Łukasz Gołębiewski i Paweł Waszczyk podają, że sektor książek dla młodzieży jest jednym z najbardziej wymagających w Polsce, dlatego że wydawanie tego typu literatury zobowiązuje wydawców do zdobywania wiedzy na temat panujących mód czytelniczych, a także odpowiadania na potrzeby młodych czytelników (np. wydawanie książek, które opisują różne mniejszości). Wydawcy muszą również śledzić zapowiedzi seriali telewizyjnych, kinowych oraz gier komputerowych.
Literatura dla młodzieży w Polsce po 2010 roku utrzymuje się na stabilnym poziomie pod względem liczby wydanych publikacji. „Ruch Wydawniczy w Liczbach”, przygotowany przez Bibliotekę Narodową na podstawie egzemplarzy obowiązkowych, podaje, że w 2018 roku opublikowano 403 tytuły z kategorii YA, przy czym od 2013 roku ich liczba wahała się między 350 a 450 tytułów. Literatura young adult to w 60% przekłady, z czego 50% to tłumaczenia z literatury amerykańskiej. Najpopularniejsze są powieści o tematyce obyczajowej. Kolejne miejsca zajmują fantastyka i powieści akcji.
Na współczesny rynek książek YA wpływ miał m.in. sukces powieści o Harrym Potterze autorstwa J.K. Rowling. Przyczyniły się one do powstania licznych odmian literatury fantastycznej dla młodzieży. Od ok. 2008 roku popularne stały się powieści o wampirach (np. Zmierzch Stephanie Meyer), następnie ok. 2010 roku pojawiły motywy postapokaliptyczne (Igrzyska Śmierci Suzanne Collins czy Niezgodna Veroniki Roth). Najpopularniejsze wśród książek young adult fiction są powieści obyczajowe pisane np. przez amerykańskiego pisarza – Johna Greena.
Do autorów young adult zaliczamy m.in.: Adama Silvera, Cassandrę Clare, Davida Levithan, Holly Black, Kierę Cass, Lauren Oliver, Leigh Bardugo, Rainbow Rowell, Ricka Riordana czy V.E. Schwab.

## Historia
Literatura dla młodych dorosłych istnieje prawdopodobnie co najmniej od lat 30 XX wieku, kiedy ukazała się seria Little House autorstwa Laury Ingalls Wilder. Wtedy nauczyciele i bibliotekarze powoli zaczynali akceptować książki dla nastolatków jako odrębny typ literatury.
Terminu young adults zaczęło używać środowisko bibliotekarskie w Stanach Zjednoczonych pod koniec lat 50. XX wieku. W 1957 roku powstało Young Adult Services Division, które następnie zmieniło nazwę na Young Adult Library Services Association (ang. Stowarzyszenie na Rzecz Usług Bibliotecznych dla Młodych Dorosłych).
W latach 70. XX wieku Mary Kingsbury wypowiedziała się na temat powstawania tej nowej odmiany literatury. Była zdania, że wielu bibliotekarzy nie podejmuje odpowiednich kroków i odrzuca tego typu powieści w obawie przed krytyką ze strony rodziców oraz administracji szkół. Kingsbury uważała również, że bibliotekarze poprzez odpowiedni dobór książek dla nastolatków, mogliby pokazać im, że rozumieją problemy, z którymi zmagają się młodzi ludzie.
Dzięki wielu działaniom na rzecz uznania YA już w 1978 roku w bibliotekach coraz częściej zaczęto używać określenia young adult. Wraz z nim pojawiały się również różne obawy, m.in. dotyczące realizmu ukazanego w książkach tego typu. Dorośli zaczęli obawiać się, że literatura YA zdemoralizuje młodzież.
Lata 80. XX wieku to czas, gdy krytycy literaccy zaczęli poszukiwać kanonu powieści young adult. Nominowano 17 książek, w tym Czekoladową wojnę Roberta Cormiera i Are You There, God? It’s Me, Margaret Judy Blume jako klasykę literatury YA. Jak mówi Michał Zając, analizując te powieści, widać, że narodziny kategorii young adult można wiązać „z pokoleniowym, antyestablishmentowym i obyczajowym buntem". Obie książki dotyczyły tematów ważnych dla młodzieży – ich lęków oraz frustracji, a także religijności czy różnych aspektów związanych z dojrzewaniem.
Kolejna dekada przyniosła jeszcze większą akceptację dla książek young adult. Brenda O. Daly w eseju Laughing with, or Laughing at the Young Adult Romance z 1989 roku zauważyła, że literatura dla młodych dorosłych cieszy się dużą popularnością. Podważyła również zdanie wielu dorosłych krytyków literackich, którzy twierdzili, że wszystko w tej literaturze jest „takie samo”.